# August Sillem
August Sillem (* 19. Februar 1896 in Hamburg; † 1980) war ein deutscher Richter.

## Leben
Im Juli 1949 wurde Sillem zum ersten Präsidenten des Finanzgerichtes Hamburg ernannt. Von 1. Mai 1956 bis 29. Februar 1964 war er Richter am Bundesfinanzhof.
Seit 1919 war er Mitglied des Corps Guestphalia Heidelberg.